# DN Tower 21
La DN Tower 21 est un gratte-ciel situé à Tokyo au Japon, dans l'arrondissement de Chiyoda à proximité du Kōkyo, le palais impérial.
Il est actuellement le siège de la Dai-ichi Mutual Life Insurance, la plus ancienne compagnie d'assurances japonaise et la troisième plus grande quant au chiffre d'affaires.

## Historique

### Dai Ichi Building

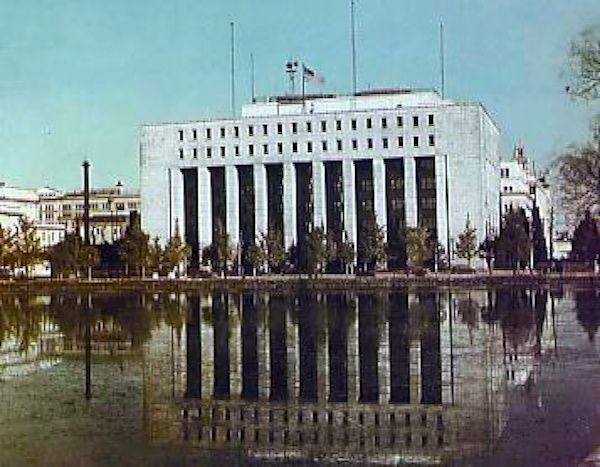
Le Dai Ichi Building avant la construction de la tour, en 1950.

L'immeuble initial, le Dai Ichi Building, qui fut construit pour la compagnie en 1938, se trouve à l'ouest, au pied de la tour. De 1945 à 1952, celui-ci servit de QG au Commandant suprême des forces alliées (SCAP) qui occupèrent l'archipel nippon à l'issue de la Seconde Guerre mondiale. Sa proximité immédiate à moins d'un kilomètre avec le palais impérial, explique probablement le choix du bâtiment. Ainsi, le général Douglas MacArthur faisait quotidiennement le trajet entre l'ambassade des États-Unis au Japon (35,6686455, 139,7431219) qui lui servait de résidence officielle et son bureau du Dai Ichi Building, en utilisant toujours le même parcours.

Depuis, l'immeuble a été classé "Construction historique" par le Gouvernement de Tokyo.

### DN Tower 21
Redevenu le siège de la Dai-ichi Mutual Life Insurance après la période d'occupation, la société fit construire cette extension en béton armé avec façade de granite, derrière l'édifice initial, dont la construction prit fin en 1995.